# Los Angeles Dons
I Los Angeles Dons sono stati una franchigia professionistica di football americano con sede a Los Angeles, California. La squadra giocò nella ora defunta All-America Football Conference nelle quattro stagioni di attività della lega, dal 1946 al 1949.  I Dons furono la prima squadra di football professionistico a giocare una partita di stagione regolare a Los Angeles, battendo i rivali Los Angeles Rams della National Football League di due settimane.

## Storia
La squadra giocò la sua prima partita di stagione contro i Brooklyn Dodgers il 13 settembre 1946 davanti a una folla di quasi 19.000 spettatori, vincendo per 20-14. I Dons vinsero le prime tre partite ma calarono nel corso della stagione mancando i playoffs.
Per la maggior parte della loro esistenza, i Dons terminarono con record nella media, non qualificandosi mai per i playoff. Questo principalmente perché si trovavano nella stessa division di due delle migliori squadre della lega: i Cleveland Browns e i San Francisco 49ers. Diversamente da Browns, 49ers e Baltimore Colts, i Dons non furono una delle squadre della AAFC che rimasero intatte quando la lega si fuse con la National Football League nel 1950: essi si fusero infatti coi Rams dopo la stagione 1949.

## Risultati stagione per stagione
| Anno   | V  | S  | P | Classifica   | Playoff |
| ------ | -- | -- | - | ------------ | ------- |
| 1946   | 7  | 5  | 2 | 3a AAFC West | --      |
| 1947   | 7  | 7  | 0 | 3a AAFC West | --      |
| 1948   | 7  | 7  | 0 | 3a AAFC West | --      |
| 1949   | 4  | 8  | 0 | 5a AAFC      | --      |
| Totale | 25 | 27 | 2 |              |         |